# Tomoko Fukumi
Tomoko Fukumi (福見友子, Fukumi Tomoko, née le 26 juin 1985 à Tsuchiura) est une judokate japonaise en activité évoluant dans la catégorie des moins de 48 kg (poids super-légers). Souvent barrée par sa compatriote Ryōko Tani, double championne olympique et septuple championne du monde, pour participer aux championnats internationaux, elle remporte le titre mondial en 2009 en l'absence de son adversaire.

## Biographie
Tomoko Fukumi s'illustre précocement en remportant le titre de championne d'Asie des moins de 20 ans puis en terminant troisième du prestigieux tournoi féminin de Fukuoka ; en 2001, elle a alors 16 ans. En 2004, elle devient championne du monde juniors à Budapest. Deux ans auparavant lors des Championnats du Japon, Fukumi, alors lycéenne, battait à la surprise générale sa compatriote Ryoko Tani — Ryoko Tamura à l'époque — qui n'avait plus été battue depuis 1996. En 2007, toujours lors des Championnats du Japon, elle vainc une deuxième fois Ryoko Tani qui revient alors d'une première grossesse. Cette dernière, véritable star au Japon, est cependant préférée à Fukumi dans la sélection constituée par la Fédération japonaise de judo pour les Championnats du monde 2007 prévus à Rio de Janeiro ; ce alors que le règlement prévoit la sélection des champions nationaux. Mettent cependant fin à la série de 65 combats d'invincibilité de sa compatriote, elle reste à ce jour la seule ayant infligé à Tani deux défaites. Plus tard durant l'année, elle remporte la médaille d'or lors de l'Universiade, un deuxième titre international après celui des Championnats d'Asie conquis en 2006 à Tachkent.
En 2008, elle ne se qualifie pas pour les Jeux olympiques d'été de 2008 organisés à Pékin ; au contraire de Tani, une nouvelle fois sélectionnée malgré une défaite concédée aux championnats du Japon, contre Emi Yamagashi cette fois. Championne nationale en 2009, elle profite d'une nouvelle grossesse de Tani pour participer aux Championnats du monde organisés à Rotterdam aux Pays-Bas. Elle y remporte la médaille d'or en s'imposant en finale face à l'Espagnole Oiana Blanco.

## Palmarès
| Année | Compétition                             | Lieu              | Résultat | Catégorie      |
| ----- | --------------------------------------- | ----------------- | -------- | -------------- |
| 2001  | Championnats d'Asie des moins de 20 ans | Hô-Chi-Minh-Ville | 1re      | Moins de 48 kg |
| 2004  | Championnats du monde juniors           | Budapest          | 1re      | Moins de 48 kg |
| 2005  | Championnats d'Asie                     | Tachkent          | 1re      | Moins de 48 kg |
| 2007  | Universiade                             | Bangkok           | 1re      | Moins de 48 kg |
| 2007  | Championnat du monde par équipe         | Pékin             | 3e       | Moins de 48 kg |
| 2008  | Championnat du monde par équipe         | Tokyo             | 1re      | Moins de 48 kg |
| 2009  | Championnats du monde                   | Rotterdam         | 1re      | Moins de 48 kg |
| 2010  | Championnats du monde                   | Tokyo             | 2e       | Moins de 48 kg |
| 2011  | Championnats du monde                   | Paris             | 2e       | Moins de 48 kg |